# David Eric Symon
David Eric Symon ( n. 1920 ) es un botánico australiano. Ha trabajado en el Instituto Waite Agricultural Research, de la Universidad de Adelaida y en el Jardín botánico y Herbario Estatal de Australia del Sur.

## Algunas publicaciones
- 1951. The autoecology and ecotypic variability of Medicago tribuloides Desr. 1789
- 1997. Physalis micrantha (Solanaceae) recorded from the Northern Territory. Australian Systematic Botany 10 (5): 681 - 682

### Libros
- 1961. A bibliography of subterranean clover, together with a descriptive introduction. Ed. Commonwealth Bureau of Pastures and Field Crops. Mimeo publications N.º 1. 122 pp.
- 1982. Flora of Australia. Volume 8: Lecythidales to Batales. Comité editorial: Barbara G. Briggs (Chairman), Bryan A. Barlow, Hansjoerg Eichler, Leslie Pedley, James H. Ross, David E. Symon, Paul G. Wilson. Editor ejecutivo: Alexander S. George. ISBN 0-644-02017-2
- 1995. Taxonomy and Biology of australiasian Solanaceae with additional studies of associated vegetation components.
- Evans, KJ; DE Symon, MA Whalen, JR Hosking, RM Barker, JA Oliver. 2007. Systematics of the Rubus fruticosus aggregate (Rosaceae) and other exotic Rubus taxa in Australia. Ed. CSIRO. Australian Systematic Botany 20 ( 3 ): 187-251

- La abreviatura «Symon» se emplea para indicar a David Eric Symon como autoridad en la descripción y clasificación científica de los vegetales.[1]